# Perkiets
Perkiets is een buurtschap van de tot de Belgische gemeente Baelen behorende plaats Membach, gelegen in het dal van de Vesder.
De naam werd voor het eerst in de 15e eeuw vermeld als Brackyt, later Berkytt en vervolgens de huidige naam.

## Geschiedenis
In 1724 werd het vermeld als toegangspoort tot het Hertogenwoud, en later werd door het dal ook de spoorlijn Eupen-Dolhain (Oebahn) en de huidige weg N629 aangelegd.
Toen Eupen in 1815 Pruisisch werd, kwam ook Perkiets aan de grens te liggen en er werd een douanegebouw en later ook een spoorwegstation gebouwd.
Vanaf 1852 zetelde hier de Société anonyme des mines et fonderies de plomb de Membach, welke de lood- en zinkvoorkomens in het dal van de Vesder moest ontginnen. Doch deze maatschappij ging spoedig failliet.
In Perkiets bevindt zich ook de Sint-Quirinuskapel, welke in 1862 werd gerenoveerd.

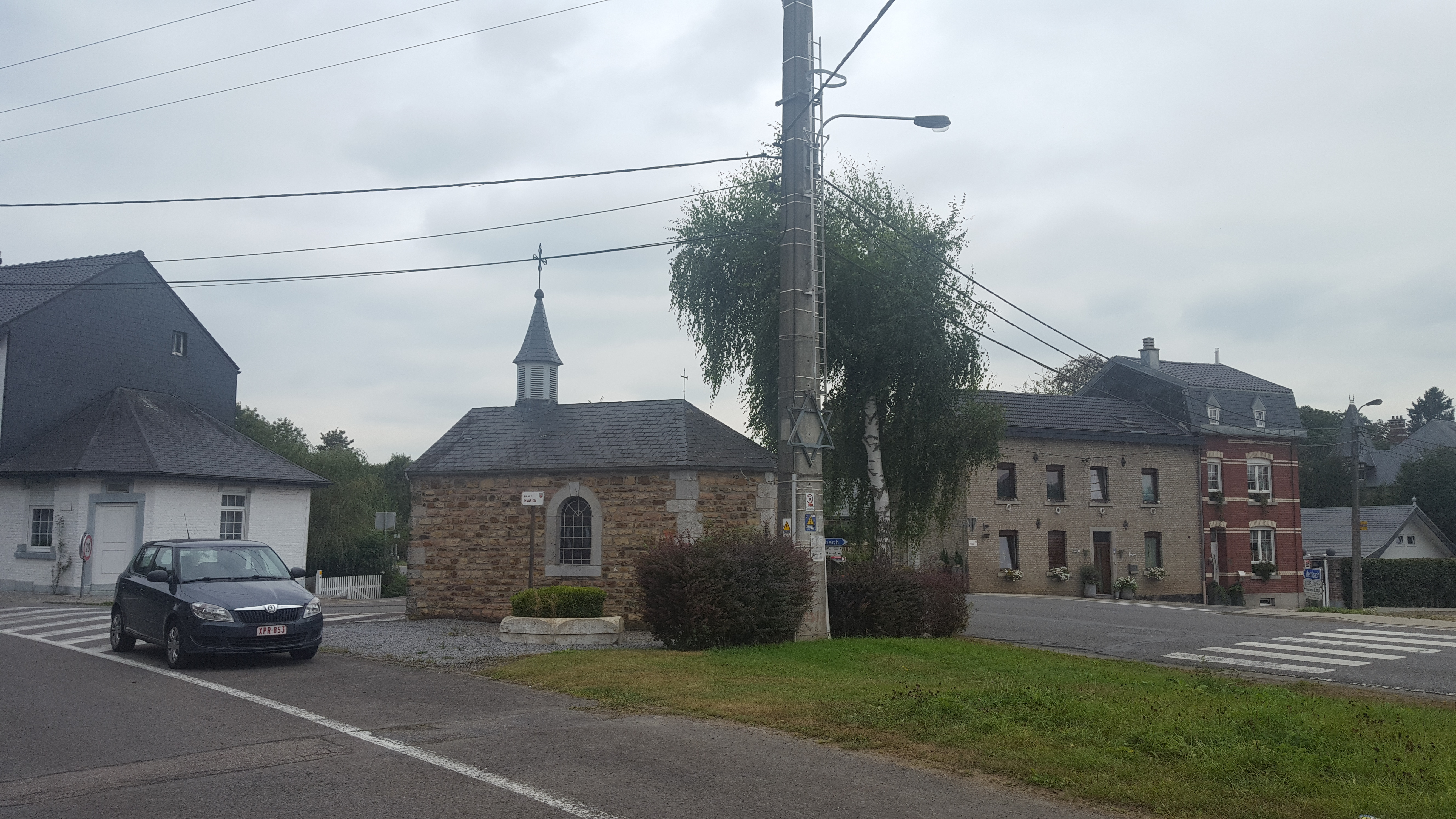
Perkiets met Sint-Quirinuskapel

Perkiets wordt omringd door de plaatsen Membach, Béthane en Eupen.